# نانسي ماكاي
نانسي ماكاي (بالإنجليزية: Nancy Mackay)‏ (و. 1929  م) هي عداءة سريعة كندية، ولدت في تورونتو، شاركت في الألعاب الأولمبية الصيفية 1948.

## روابط خارجية
- نانسي ماكاي على موقع الاتحاد الدولي لألعاب القوى (الإنجليزية)
- نانسي ماكاي على موقع اللجنة الأولمبية الدولية (الإنجليزية)
- نانسي ماكاي على موقع أوليمبيديا (الإنجليزية)